# Z (Militär- und Propagandazeichen)

Übliche Darstellung

Z ist eines von mehreren Zeichen auf Militärfahrzeugen der Streitkräfte Russlands, die 2022 an dem russischen Überfall auf die Ukraine beteiligt sind.
Das ursprünglich militärische Zeichen wird in der russischen Gegenwartskultur auch in inzwischen abgewandelter Form als Symbol der Unterstützung und zur Staatspropaganda für den Angriffskrieg auf das Nachbarland verwendet. Nachdem sie in Russlands Öffentlichkeit zeitweise allgegenwärtig waren, wurden die „Z“-Symbole Mitte Juni 2022 von öffentlichen Plätzen einiger russischer Großstädte wieder entfernt.
Außerhalb Russlands steht das Zeigen des Symbols in der Öffentlichkeit in mehreren Staaten unter Strafe, so auch als Billigung von Straftaten in Deutschland, wenn damit eine positive Bewertung der Invasion der Ukraine zum Ausdruck gebracht wird.

## Militärische Verwendung
Nach Angaben der ukrainischen Streitkräfte werden während der russischen Invasion in der Ukraine im Jahr 2022 folgende Zeichen von den russischen Streitkräften verwendet (siehe auch Abbildung):
- Z: Russische Streitkräfte aus dem Militärbezirk West[3][4][5][6][7]
- Z (umrahmt von einem Quadrat): Russische Streitkräfte von der Krim
- O: Streitkräfte aus Belarus
- V: Russische Marineinfanterie
- X: Streitkräfte aus Tschetschenien
- A: Spezialkräfte, einschließlich SOBR, ALFA und ССО

Bereits im seit 2011 geführten syrischen Bürgerkrieg wurde der Buchstabe „Z“ auf russischen Panzern verwendet.
Russland führte am 17. März 2022 Cyberangriffe auf die Ukraine aus, die auf ukrainische Medien-Websites abzielten. Auf mehreren Websites gab es technische Probleme, einige zeigten neben der russischen Flagge auch das Sankt-Georgs-Band sowie die Buchstaben „Z“ und „V“.
Am 25. März 2022 trafen in dem von Russland kontrollierten Teil von Mariupol Lastwagen mit Lebensmitteln in Kartons ein, die das „Z“-Symbol trugen und von Männern in Uniformen des russischen Katastrophenschutzministeriums verteilt wurden.

Mit „Z“ markiertes russisches Militärgerät in der Ukraine
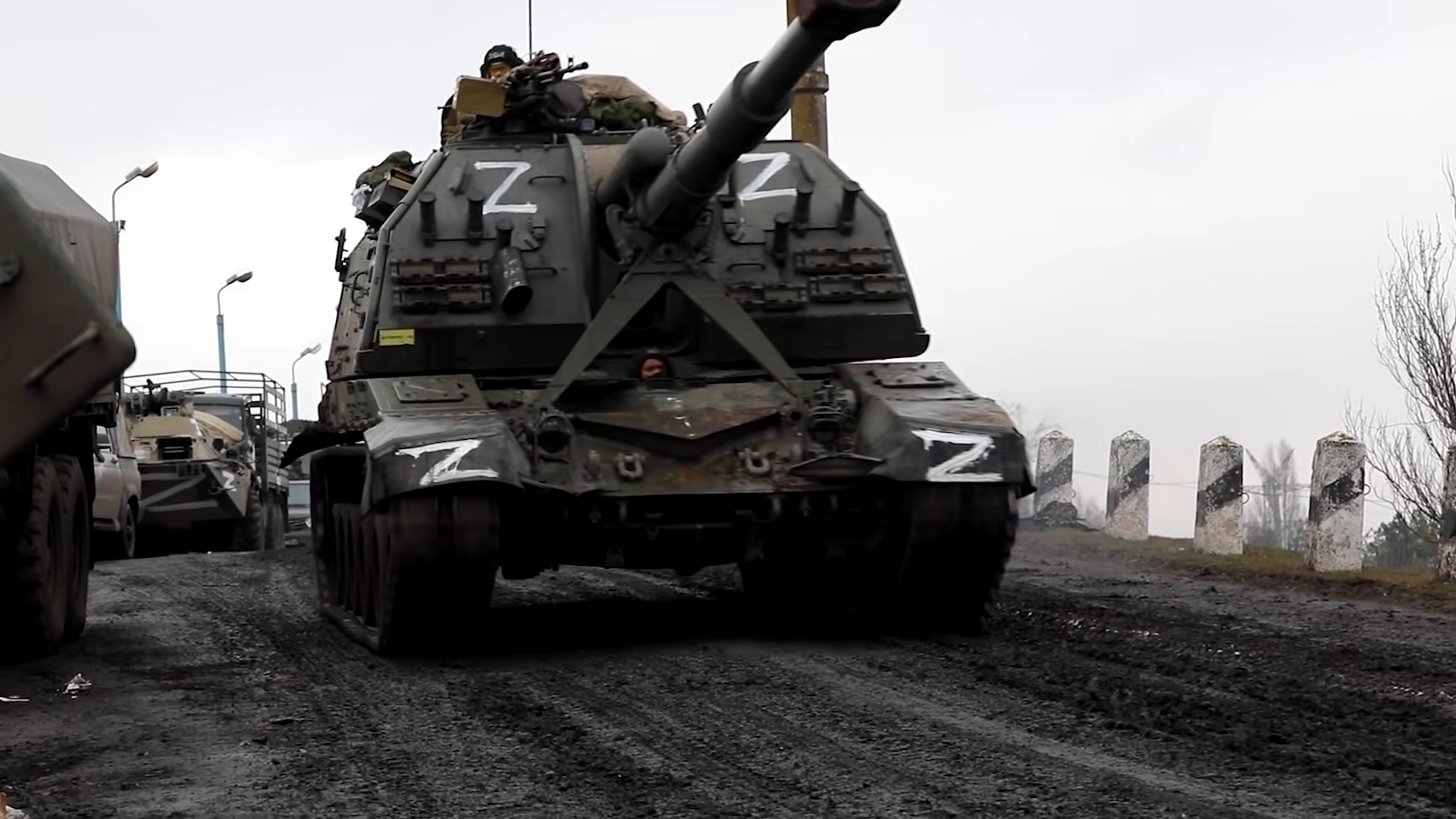
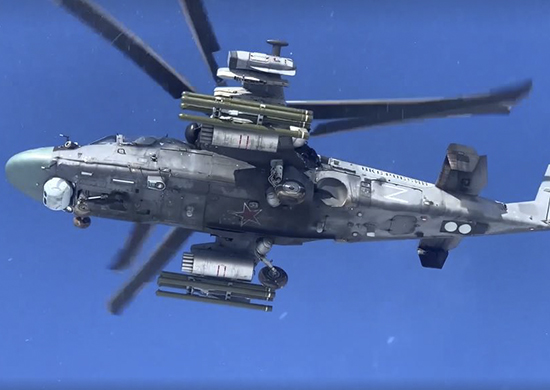
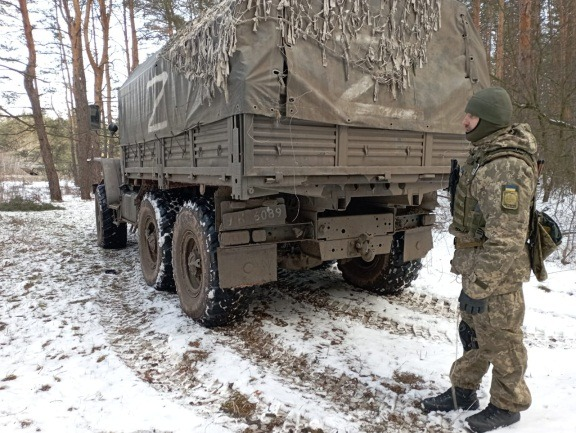
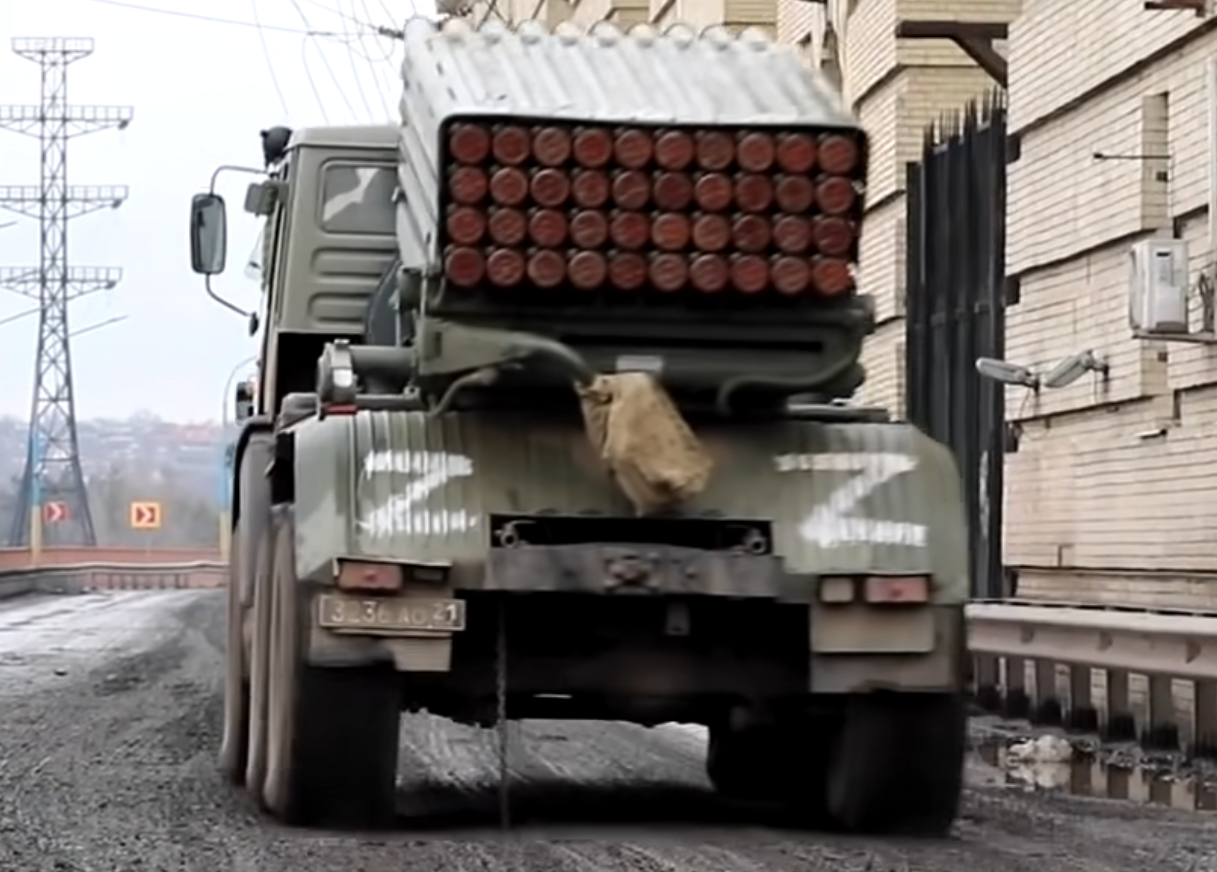
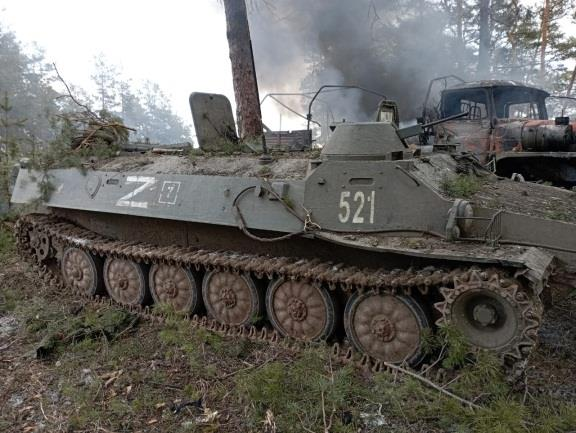

## Interpretationen zur Bedeutung des Symbols
Militärexperten erklärten, dass die Buchstaben als Erkennungszeichen den möglichen Beschuss durch eigene Truppen verhindern sollen, da beide Länder ähnliche Panzer und Lastwagen einsetzen. Andere Militärexperten gehen (zusätzlich) davon aus, dass die Symbole dazu dienen, verschiedene Einsatzkräfte voneinander zu unterscheiden. Michael Clarke, ehemaliger Direktor des Royal United Services Institute, sagte, dass die Symbole wahrscheinlich mit den Standorten der eingesetzten Einheiten zusammenhingen. Andere Interpretationen deuten die Verwendung des Zeichens „Z“ allgemein für Westen (запад sapad), entweder zur Bezeichnung des westlichen Militärbezirks, der nach Westen ausgerichteten Infanterie oder ganz allgemein zur Unterstreichung der großrussischen Ambitionen des Kremls.
„Sapad“ war zudem vor dem Einmarsch in die Ukraine der traditionelle Titel gemeinsamer strategischer Militärmanöver der Streitkräfte Russlands und Belarus’.
Russische Medien betitelten den Angriffskrieg gegen die Ukraine als Operation Z. Der verwendete Buchstabe ist dabei das Z des lateinischen Alphabets, nicht aber der Buchstabe З des kyrillischen Alphabets (dessen Aussprache /z/ der des Buchstabens Z in der englischen Sprache ähnelt – ein stimmhaftes S wie zum Beispiel im deutschen Wort Sonne; in der deutschen Transkription geht der Unterschied zwischen stimmhaftem und stimmlosem S regelmäßig verloren). Im kyrillischen Alphabet existiert das Schriftzeichen Z nicht. Das russische Verteidigungsministerium erklärte, das Zeichen „Z“ sei eine Abkürzung der russischen Wortkombination „für den Sieg“ (russisch за победу, deutsch transkribiert sa pobedu), während das Zeichen „V“ im Russischen für den Ausdruck „unsere Stärke liegt in der Wahrheit“ (сила в правде sila w prawde) oder „die Aufgabe wird erfüllt“ (задача будет выполнена sadatscha budet wypolnena) stehe. Später bot das Verteidigungsministerium alternative Bedeutungen für „Z“ an, darunter „für den Frieden“ (за мир sa mir), „für die Wahrheit“ (за правду sa prawdu) sowie die Buchstaben Z in den englischen Worten demilitarization (Demilitarisierung) und denazification (Entnazifizierung), die der russische Präsident Wladimir Putin als die Ziele seiner Invasion sehe.
Marcel Berni, Strategieexperte an der Militärakademie der ETH Zürich, meinte: „Das Z hat wahrscheinlich verschiedene Ursprünge und hat sich mittlerweile als kleinster gemeinsamer Nenner verselbständigt.“ So hatten einige Beobachter spekuliert, das „Z“ sei eigentlich die Zahl „2“, die für den 22. Februar (22/02/2022) stehe. An diesem Tag hatte Russland ein Abkommen über „Freundschaft, Zusammenarbeit und gegenseitigen Beistand“ mit den selbsternannten „Volksrepubliken“ Donezk und Luhansk im Osten der Ukraine ratifiziert. An anderer Stelle wurden die mit dem Symbol bemalten Fahrzeuge als „Zorro-Truppe“ bezeichnet, wiederum anderswo bestand die Meinung, das „Z“ könnte für das selbsternannte „Ziel Nummer eins“ des Kremls stehen, den ukrainischen Präsidenten Wolodymyr Selenskyj.
Während einer Sitzung des Sicherheitsrates der Vereinten Nationen am 7. März 2022 kam die Bedeutung des Symbols „Z“ in einem hitzigen Wortwechsel zwischen dem ukrainischen und dem russischen Botschafter zur Sprache. Der ukrainische Diplomat deutete an, das „Z“ stehe für zveri (englisch transkribiert, deutsch Tiere), was sein russischer Amtskollege als eine Beleidigung verstand und erwiderte, dass sein Volk wisse, „wer die Tiere wirklich“ seien.
In den Straßen Kiews zeigen ukrainische Werbetafeln den Buchstaben „Z“ mit Schriftzügen wie „Neue Swastika für einen neuen Faschismus“. Ukrainische Streitkräfte nutzten den Buchstaben für eigene Zwecke und malten auf unschädlich gemachte russische Fahrzeuge rund um das „Z“ in derber Sprache: „Putinu pizdez“ (englisch transkribiert), übersetzt etwa „Putin, du bist im Arsch“.
Der deutsche Politikwissenschaftler Markus Linden von der Universität Trier schlug als weitere Deutung die Übernahme aus dem Buch Kurze Erzählung vom Antichrist von Wladimir Solowjow vor. In dem 1900 veröffentlichten Werk wird der kompromiss- und bedingungslose Endkampf gegen das ultimative Böse in Form des „Antichristen“ beschrieben. „Derjenige, der vom antiliberalen Endkampf berichtet und die Position des theokratisch gesinnten Autors vertritt, wird im Buch ‚Herr Z‘ genannt.“ Nach Ansicht des österreichischen Militärhistorikers Markus Reisner steht das Z für Sashtshita (защита = Verteidigung).

## Verwendung des Symbols in der russischen Staatspropaganda

### Allgemein
Im zivilen Bereich nutzen Unterstützer der russischen Invasion, des Militärs, der Politik des Kremls und vor allem Wladimir Putins das Zeichen „Z“ als Symbol ihrer Zustimmung. Der Buchstabe ist in vielen Bereichen des öffentlichen Lebens Russlands „allgegenwärtig geworden“.

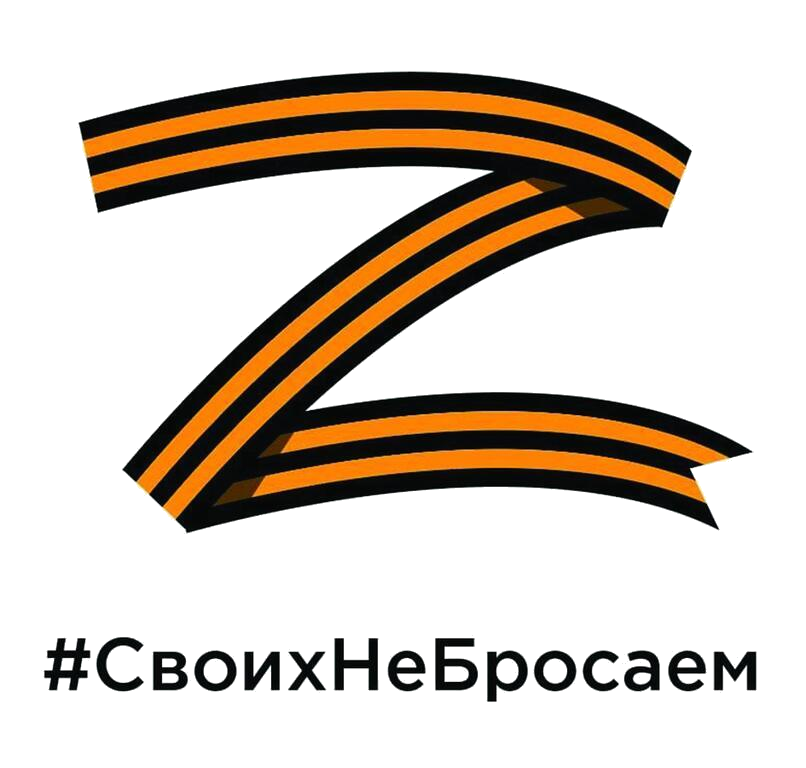
Das „Z“ in den Farben des Sankt-Georgs-Bandes (hier mit Hashtag Wir lassen Unsere nicht im Stich) ist in der Öffentlichkeit Russlands präsent

Zahlreiche führende und Putin nahestehende Politiker werben aktiv für das Symbol „Z“, einige trugen T-Shirts und Anstecker mit dem Buchstaben. Die russische Duma-Abgeordnete und in den Vereinigten Staaten als Verschwörerin und Agentin verurteilte Marija Walerjewna Butina zeigte in einem Video, wie sie auf das Revers ihres Jackets mit einem Permanentmarker ein weißes „Z“ aufträgt, und rief zum Mitmachen auf „unsere Armee und den Präsidenten zu unterstützen!“ Zahlreiche russische Influencer zeigen das „Z“-Symbol in ihren Beiträgen auf Social Media.
Gouverneur Sergei Ziwiljow benannte die inoffizielle Bezeichnung Kusbass der von ihm verwalteten russischen Oblast Kemerowo in Kuzbass um, indem er den kyrillischen Buchstaben З durch das lateinische Z ersetzte. Der Generaldirektor der Weltraumorganisation der Russischen Föderation Roskosmos, Dmitri Rogosin, der nun seinen Nachnamen RogoZin (russisch РогоZин) schreibt, wies die Mitarbeiter des von Russland betriebenen Kosmodroms Baikonur in Kasachstan an, die Raketenrampe und die Ausrüstung vor Ort mit den Buchstaben „Z“ und „V“ zu markieren. Eine Sojus-Rakete, die am 22. März 2022 vom Kosmodrom Plessezk in der Oblast Archangelsk im Nordwesten Russlands gestartet wurde, trug das „Z“ in den Farben des Sankt-Georgs-Bandes. Kreml-nahe Telegram-Kanäle nahmen seit Beginn der Invasion den Buchstaben „Z“ in ihre Namen auf, darunter die russische Regulierungs-, Aufsichts- und Zensurbehörde für Massenmedien, Telekommunikation und Datenschutz Roskomnadsor. Das Moskauer Zentralmuseum des Großen Vaterländischen Krieges änderte das „s“ in Museum in ein „Z“ (MuZeum). Ein von der russischen Nachrichtenagentur RIA Novosti verbreitetes Video zeigt russische Kampfjets vom Typ Suchoi Su-57, die in Vorbereitung auf eine Militärparade anlässlich des Sieges über Hitler-Deutschland am 9. Mai 1945 in „Z“-Formation fliegen.

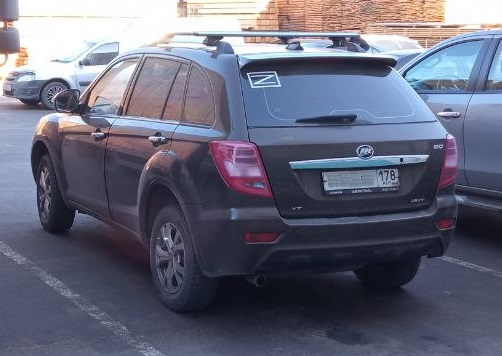
„Z“-Aufkleber auf einem Privatfahrzeug in St. Petersburg

Der russische staatliche Fernsehsender RT bot Merchandising-Produkte wie T-Shirts und Kapuzenpullover mit dem „Z“-Symbol zur Unterstützung der russischen Streitkräfte an, deren Design sich oft an das Sankt-Georgs-Band anlehnte. „Z“-Symbole in den Farben des Bandes erschienen zudem auf Großbildschirmen an Gebäuden in Russland, so unter anderem in Moskau, Sankt Petersburg oder Krasnodar, zusammen mit der Botschaft „Wir lassen die Unsrigen nicht zurück“. Das Symbol ist als Graffiti auf Immobilien, Werbetafeln und an Bushaltestellen zu finden, manche klebten es auf ihre Autos und Lieferwagen. Moderatoren und Propagandisten des staatlichen russischen Fernsehens präsentierten demonstrativ den Buchstaben; große Gebäude, darunter regionale Verwaltungen, wurden so beleuchtet, dass sie ein „Z“ zeigten, auf anderen großen Wohnblocks aus der Sowjetzeit wurde das „Z“ aufgemalt.

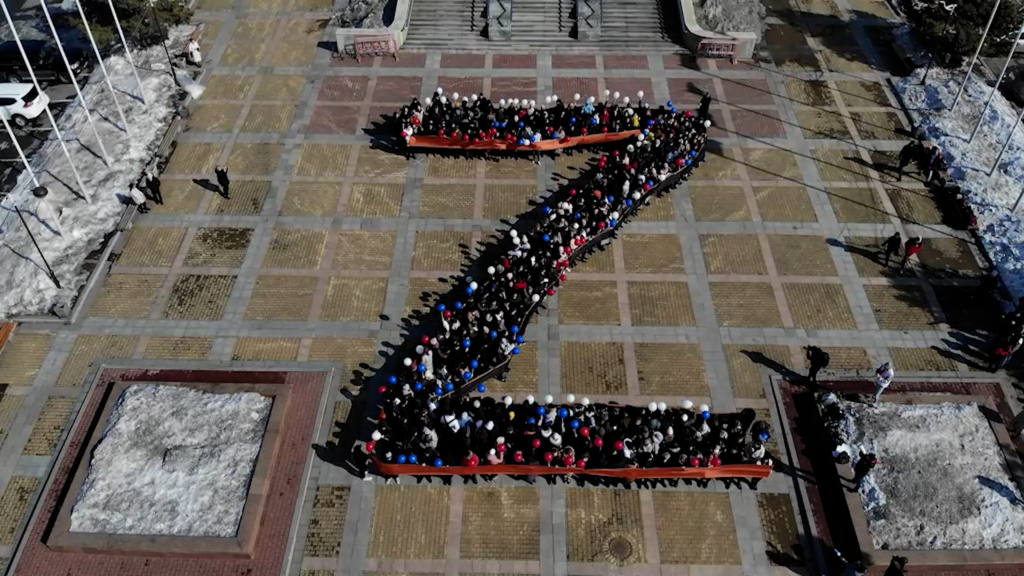
Mitglieder der Molodaja Gwardija (Junge Garde, Jugendorganisation der Partei Einiges Russland) und Einwohner von Chabarowsk in „Z“-Formation, 11. März 2022

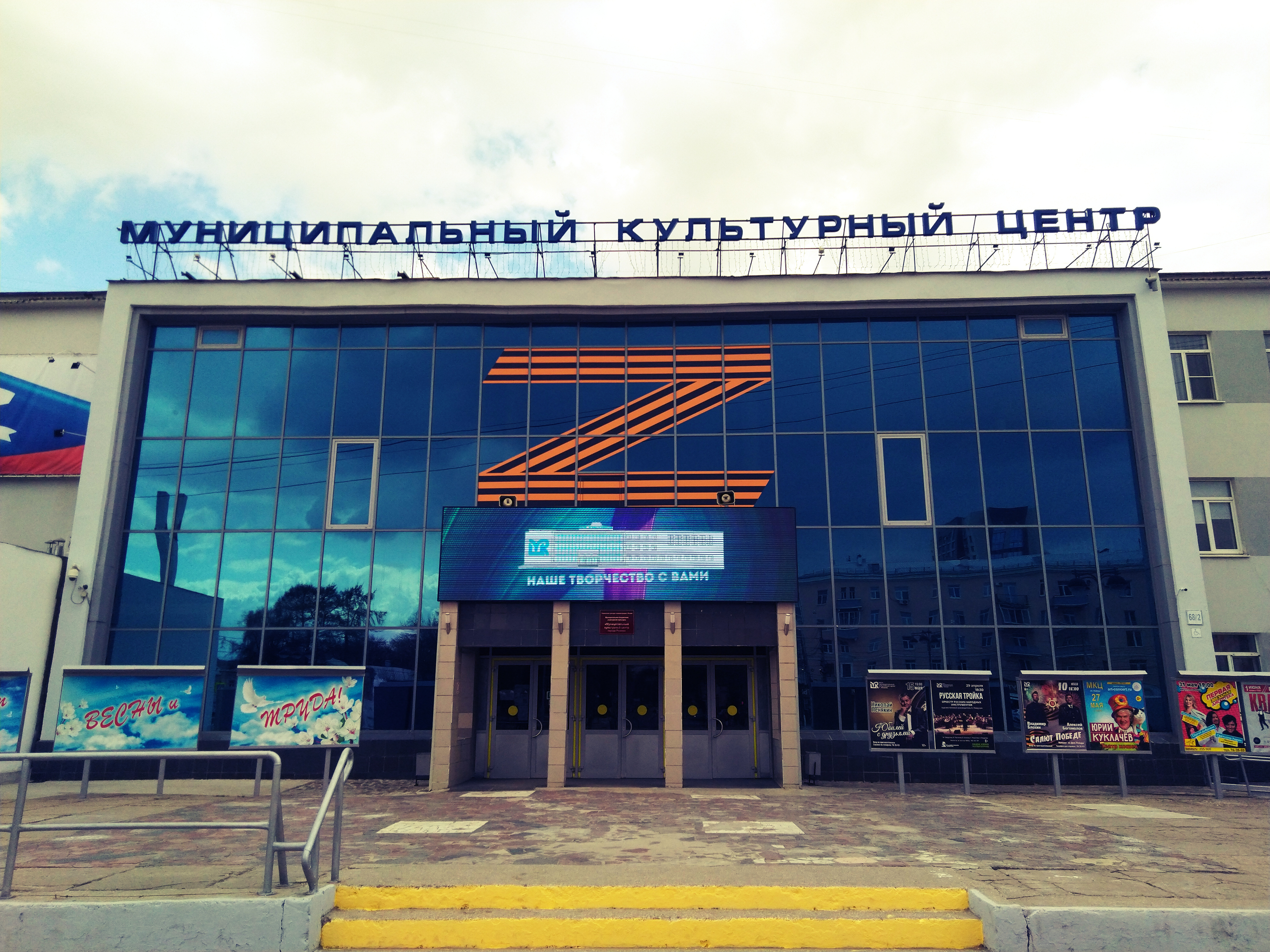
„Z“ in den Farben des Sankt-Georgs-Bandes an einem Gebäude in Ryazan

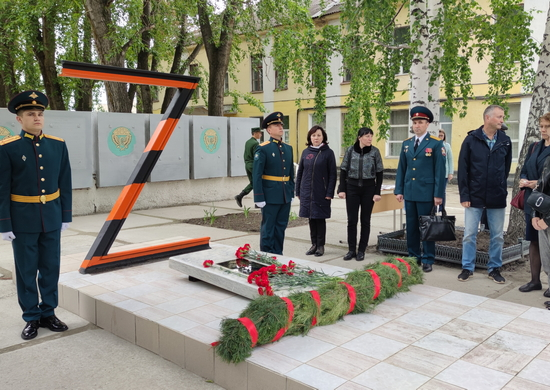
Bewachtes „Z“ in Jekaterinburg, Juni 2022

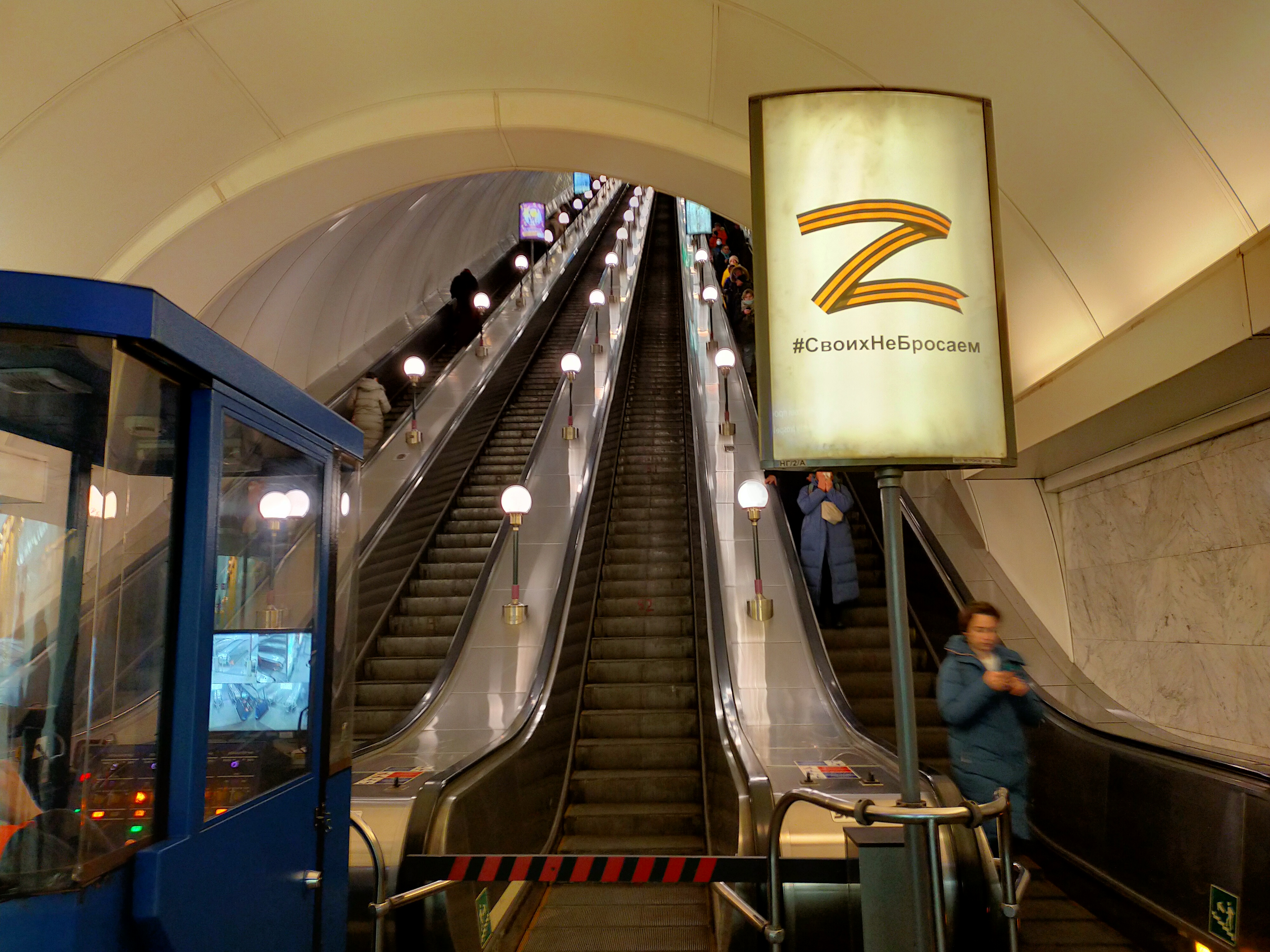
Metrostation Mezhdunarodnaya, Sankt Petersburg, Dezember 2022

In mehreren Orten Russlands organisierten lokale Behörden Flashmobs zur Unterstützung der Invasion, wonach Fotos kursierten, auf denen zum Beispiel Menschengruppen bestehend aus Angestellten und Patienten eines Kinderhospizes ein „Z“ bildeten oder Fahrzeuge in „Z“-Formation erschienen. Videos in sozialen Medien zeigten aus jugendlichen Kriegsbefürwortern bestehende Flashmobs, die schwarze Kleidung mit dem „Z“-Symbol trugen und „Für Russland, für Putin!“ riefen, andere zeigten mit dem Symbol bemalte Fingernägel. Kindergartenkinder führten Tänze in „Z“-Formationen auf oder wurden mit Plakaten, die den Buchstaben „Z“ zeigen, aufgestellt und fotografiert. Spielzeugnachbildungen russischer Militärfahrzeuge mit dem „Z“-Logo sind in russischen Warenhäusern und im Online-Handel erhältlich.
Es gab Berichte über russische Soldaten, die aus den Dienstmarken der von ihnen getöteten ukrainischen Soldaten eine Art „Z“-Trophäe zurechtlegten.

### Nutzung im Sport
Auch in die Welt des Sports hielt das Symbol Einzug. Die Teams von Dynamo Moskau und SKA Neftyanik trafen sich am zweiten März-Wochenende zu einem Bandy-Spiel, vor dessen Beginn sich beide Teams „in einer kollektiven Geste […] zur Unterstützung Russlands“ in der Mitte der Eisfläche in einer „Z“-Formation aufstellten. Der russische Turner Iwan Kuljak hatte am 5. März bei den Wettkämpfen um den Weltcup in Doha, Katar am Barren den dritten Platz belegt, der Goldmedaillengewinner Illja Kowtun kam aus der Ukraine. Bei der Siegerehrung trug Kuljak ein „Z“ aus weißem Klebeband auf seiner Brust, in der Folge belegte ihn die Fédération Internationale de Gymnastique hierfür mit einer Sperre von einem Jahr.
Schwimmweltmeister Jewgeni Michailowitsch Rylow war einer von neun Sportlern, die an Putins Großkundgebung am 18. März 2022 im Moskauer Olympiastadion Luschniki teilgenommen hatten, wobei er den Buchstaben „Z“ auf seiner Kleidung getragen hatte. Der Schwimmartikelhersteller Speedo verkündete darauf, dass das Sponsoring Rylovs mit sofortiger Wirkung beendet sei. Das Unternehmen werde den Restbetrag von Rylovs Honorar an das Flüchtlingshilfswerk der Vereinten Nationen spenden.
Der Verband Fédération Internationale de Natation schloss Rylov für neun Monate von Wettbewerben aus. Daneben nahmen noch Dina und Arina Awerina (beide Rhythmische Sportgymnastik), Jewgenija Tarassowa und Wladimir Morosow (Eiskunstlauf/Paarlauf), Wiktorija Sinizina und Nikita Kazalapow (Eiskunstlauf/Eistanz), Wiktorija Listunowa (Kunstturnen) und Alexander Bolschunow (Skilanglauf) an der Großkundgebung teil, von denen auch viele das „Z“ in den Landesfarben auf der Brust trugen.
Das russische Dota-2-E-Sport-Team Virtus.pro, auch bekannt als Outsiders, wurde Ende April disqualifiziert, nachdem der Spieler Ivan Moskalenko während eines Dota Pro Circuit (DPC)-Matches das „Z“-Symbol auf die Minikarte gezeichnet hatte. Auch die zukünftigen Spiele der Spiel-Serie, welche die Outsiders bestritten hätten, wurden ebenfalls als verloren
gewertet. Virtus.pro kündigte den Vertrag mit dem E-Sportler. In dem Massively Multiplayer Online Game des russischen Spieleentwicklers Gaijin Entertainment mit dem Titel War Thunder, für das auch Online-Turniere abgehalten werden, brachten einige Spieler das „Z“-Symbol der russischen Invasionstruppen auf ihre Panzer auf.
Bei der Aufzeichnung des alljährlichen Alina-Festivals mit „rhythmischer Sportgymnastik und patriotischen Themen“ in der VTB-Arena der russischen Hauptstadt führte die olympische Goldmedaillengewinnerin Alina Kabajewa, die als Geliebte von Wladimir Putin gilt, durch das Programm. Sie ist unter anderem zusammen mit Hunderten von Kindern und einem uniformierten Militärchor zu sehen, wobei mehrfach das „Z“-Symbol in den Farben des Sankt-Georg-Bandes eingeblendet wurde. Die Sendung wurde am 8. Mai 2022 im russischen Fernsehen ausgestrahlt, dem Vorabend einer großen Militärparade auf dem Roten Platz zum Gedenken an den „Tag des Sieges“ zum Ende des Zweiten Weltkriegs.

### Nutzung zur Einschüchterung
Häuser von freimütigen Kriegsgegnern waren Ziel von Schmierereien, die das Zeichen „Z“ enthielten. Angehörige der russischen Bereitschaftspolizei, die nun im ganzen Land das „Z“-Abzeichen auf ihren schwarzen Helmen tragen, hinterließen „Z“-Markierungen, nachdem sie das Gebäude der internationalen Menschenrechtsorganisation Memorial nach ihrer von der Regierung Ende 2021 angeordneten Schließung durchsucht hatten. Auch die Türen zu den Wohnungen Rita Flores’, Mitglied des Protestkollektivs Pussy Riot, der Theaterwissenschaftlerin Marina Dawydowa und des Kinokritikers Anton Dolin wurden mit dem Symbol beschmiert. Die studentische Online-Publikation Doxa berichtete am 16. März, dass das „Z“-Symbol und der Vorwurf des Hochverrats an die Wohnhäuser der Moskauer Studentenaktivisten Dmitri Iwanow und Olga Misik gesprüht worden seien. Auch die Moskauer Stadträtin und Kritikerin der russischen Invasion in der Ukraine Lyusya Shtein berichtete von einem „Z“-förmigen Aufkleber an ihrer Wohnungstür mit der Aufschrift „Kollaborateurin. Verkaufe nicht das Mutterland“. Der Oppositionsaktivist Ilja Pakhomov, ebenfalls aus Moskau, fand einen ähnlichen Aufkleber an seiner Tür. Es gab weitere Berichte über die Anwendung von ähnlichen Einschüchterungstechniken gegen Kritiker in Moskau und St. Petersburg.

### Cyber Front Z
Die in St. Petersburg ansässige Nachrichtenorganisation Fontanka deckte im März die in Anlehnung an das Insigne „Z“ benannte Organisation Cyber Front Z auf; eine Trollfabrik mit Sitz in gemieteten Räumen der Maschinenfabrik Arsenal in St. Petersburg, einem Unternehmen, das militärische Ausrüstung und Technologie herstellt. Fontanka zufolge bietet Cyber Front Z auf der Social-Media-Plattform Telegram Jobs an, in denen Mitarbeiter für ein Gehalt von 45.000 Rubel pro Monat (etwa 600 Euro) täglich 200 Kommentare auf Plattformen wie Instagram und YouTube posten. Ein Undercover-Reporter von Fontanka arbeitete einen Monat lang in den Räumlichkeiten der Organisation und fand heraus, dass die professionellen Trolle dort mit Konten versorgt werden, die sie mit ihren eigenen Computern für eine Reihe von Zwecken nutzen, darunter zur Verbreitung von Inhalten, welche die russische Darstellung begünstigen, sowie zu Angriffen auf Personen, die diese kritisieren.
Das Außenministerium des Vereinigten Königreiches ließ verlautbaren, dass besonders „Politiker und Zielgruppen in einer Reihe von Ländern, darunter Großbritannien, Südafrika und Indien“ hiervon betroffen seien. Das Ministerium habe eine von Experten durchgeführte Untersuchung der Organisation finanziert, deren Nachforschungen gezeigt hätten, wie der Kreml „Lügen in sozialen Medien und in Kommentarspalten“ verbreite.

### Ablehnung des Symbols

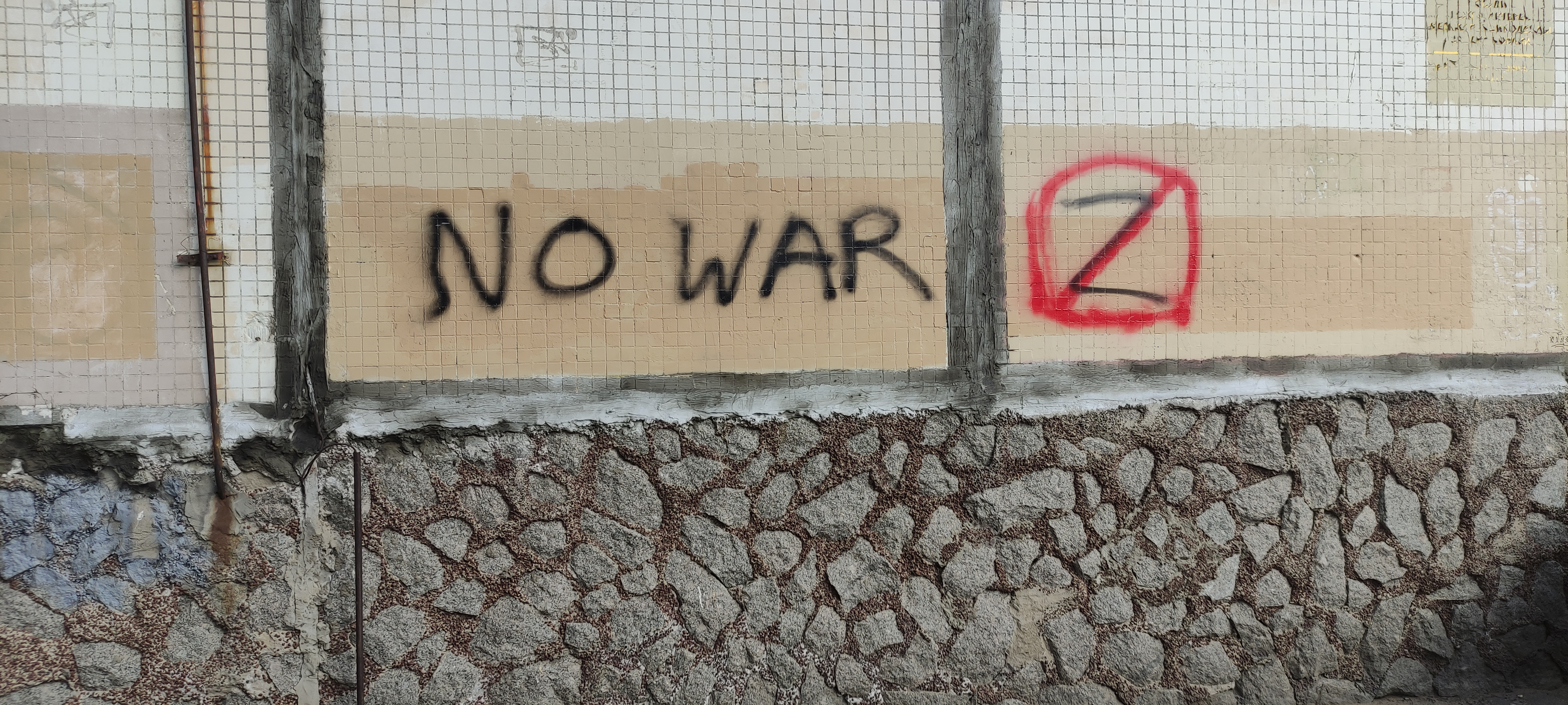
Protest gegen den Krieg, Sankt Petersburg, März 2022

Der Direktor der Musikschule Gnessin-Institut Moskau, Mikhail Khokhlov, veröffentlichte ein Video, in dem er ein Orchester dirigierte und dabei ein „Z“ auf seinem Pullover trug. In einem am 22. März 2022 veröffentlichten Social-Media-Beitrag verurteilten Studenten, Ehemalige und Lehrer der Schule das Video Khokhlovs und bezeichneten die politische Aktion als „abscheulich“; der Dirigent habe „minderjährige Studenten rekrutiert“, um „seine persönliche militaristische Weltanschauung zum Ausdruck zu bringen“.
Die russisch-belarussische Rockband BI-2 sagte Ende April kurz vor Beginn eines Konzerts ihren Auftritt in Omsk ab und begründete das mit einem über der Bühne hängenden Banner, das die Aufschrift „Für den Präsidenten“ und das „Z“ -Symbol trug.
Der russische Unternehmer Oleg Jurjewitsch Tinkow verurteilte Mitte April den „verrückten Krieg“ Moskaus in der Ukraine und fügte hinzu: „Natürlich gibt es Idioten, die [den Buchstaben] „Z“ [auf]malen, aber 10 Prozent [der Einwohner] eines jeden Landes sind Idioten.“
Mitte Juni wurde berichtet, dass „Z“-Symbole von einigen öffentlichen Plätzen in russischen Großstädten entfernt worden seien, wohl auch nach formellen Beschwerden von Anwohnern.

## Verwendung außerhalb Russlands
Das Symbol war in begrenztem Umfang auch außerhalb Russlands anzutreffen, so zeigte der australische Pro-Putin-Aktivist Simeon Boikov, Anführer der Aussie Cossacks („Australische Kosaken“), die sich selbst als militärische Einheit verstehen, Ende Februar 2022 seine Unterstützung für die russische Invasion, indem er ein Schild mit dem „Z“-Zeichen an einem Holzpfosten vor dem russischen Generalkonsulat in Sydney aufhängte. Bei den Australian Open 2023 waren „unangemessene Flaggen und Symbole“ Thema, nachdem das „Z“ auf mindestens zwei T-Shirts zur Schau gestellt worden war.
Das „Z“ wurde am 4. März 2022 auch von einigen Demonstranten auf Transparenten im serbischen Belgrad bei Kundgebungen zur Unterstützung der russischen Angriffe auf die Ukraine gezeigt. Am 14. März 2022 bekundeten mehrere hundert Autofahrer bei einem Autokorso in Belgrad ihre Unterstützung für die Regierung in Moskau, wobei viele neben serbischen und russischen Fahnen auch das „Z“-Symbol auf ihren Fahrzeugen zeigten.
Aus Tiraspol, der Hauptstadt des De-facto-Regimes Transnistriens, wurde ebenfalls Anfang März 2022 von Demonstrationen berichtet, bei denen Befürworter Russlands das Symbol „Z“ mit Klebeband auf Jacken oder auf Autofensterscheiben aufgebracht und Fahnen geschwenkt hatten.
In Armeniens Hauptstadt Jerewan zeigten am 19. März 2022 „Hunderte von Menschen“ Plakate mit den Buchstaben „Z“ und „V“. An der Veranstaltung nahmen mehrere Politiker teil, die für ihre pro-russische Haltung bekannt sind.
Auch in Syrien fanden mehrere Demonstrationen zur Unterstützung der russischen Invasion in der Ukraine statt. So schwenkten „Hunderte von Einheimischen“ Ende März 2022 bei Kundgebungen in Latakia und Tartus russische und syrische Flaggen und standen in Formation des „Z“-Zeichens. Andere Demonstrationen wurden bereits früher im März in Homs, Damaskus und al-Hasaka abgehalten.
In Litauen wurden an der Holocaust-Gedenkstätte in Paneriai bei Vilnius mehrere Denkmäler mit Symbolen für den russischen Angriffskrieg wie dem „Z“ beschmiert.
Bei einem Autokorso mit etwa 900 Menschen in 400 Fahrzeugen am 3. April in Berlin wurde neben russischen Fahnen auch das „Z“-Symbol gezeigt. Der Umzug war mit dem Titel „Keine Propaganda in der Schule – Schutz für russischsprechende Leute, keine Diskriminierung“" angemeldet. Auch andernorts wurden pro-russische Kundgebungen abgehalten, so etwa die Woche darauf in Hannover und Frankfurt. Das Zeigen des „Z“ war vom Innenministerium zuvor als unzulässig genannt worden, weil es als Symbol „der territorialen Expansion“ zu deuten sei. Verbotene Symbole registrierte die Polizei nach eigenen Angaben „zunächst keine“.
Auch im irischen Dublin fuhr am 9. April ein Konvoi von mehr als einem Dutzend Autos mit dem „Z“-Symbol und russischen Flaggen durch die Stadt.

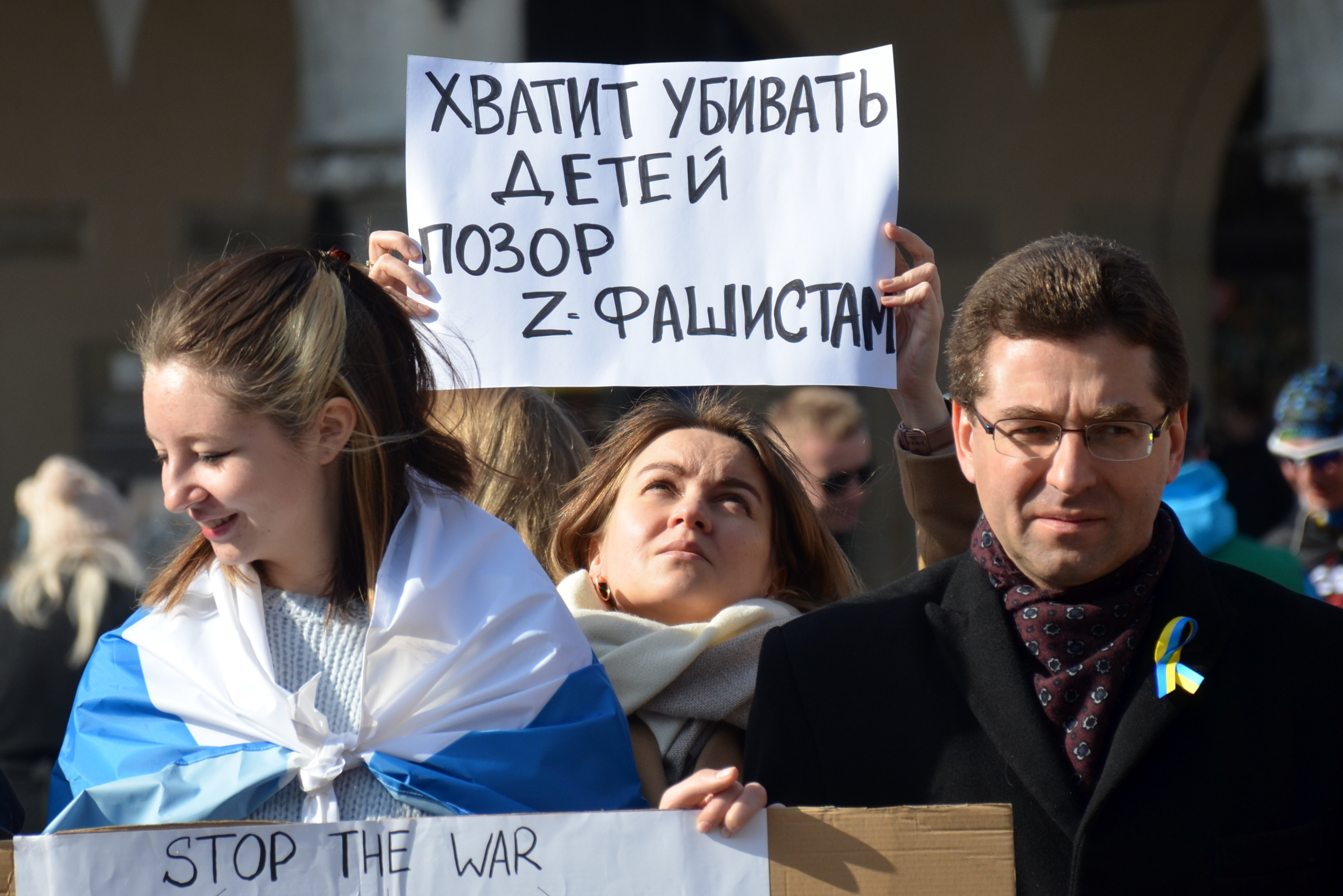
Vertreter der russischen Diaspora Polens protestierten am 20. März 2022 in Krakau gegen den russischen Überfall auf die Ukraine. Der Text auf dem Schild besagt: „Hört auf, Kinder zu töten. Schande den „Z“-Faschisten.“

Im dänischen Kopenhagen sprühten Unbekannte auf den Sockel der Bronzefigur Kleine Meerjungfrau in schwarzer Farbe Zeichen, die das „Z“-Symbol mit einem Hakenkreuz gleichsetzten.
Einige Wahlplakate der nationalkonservativen ungarischen Partei Fidesz wurden auf Plakatwänden in Budapest von Oppositionellen mit dem Buchstaben „Z“ übersprüht, um die Wähler an die engen Beziehungen von Ministerpräsident Viktor Orbán zu Russland zu erinnern.
Im Vereinigten Königreich wurde der Onlineversandhändler Amazon von britischen Medien für das Angebot und den Verkauf von T-Shirts mit dem pro-russischen „Z“-Symbol gerügt.
In der Schweiz kam es am Eidgenössischen Schwing- und Älplerfest im August 2022 in Pratteln zu einem Eklat, als eine Vereinsfrau des russischen Trachtenvereins Russkij Basel am Eröffnungsumzug das „Z“-Zeichen gut sichtbar vorne rechts auf ihrer Tracht trug. Der ukrainische Botschafter in der Schweiz, Artem Rybchenko, sagte daraufhin seinen Besuch des Festes ab. Das Erziehungsdepartement des Kantons Basel-Stadt kündigte im September 2022 nach Anhörung die Zusammenarbeit mit dem Verein Russkij Basel, nachdem „keine Gewähr mehr für einen politisch neutralen Unterricht“ gegeben sei. Der Verein klagte gegen den Entzug der Bewilligung, verlor jedoch vor dem Basler Appellationsgerichts.

### Abgrenzung von russischer Propaganda bei anderweitiger Nutzung des Buchstabens „Z“
Die Zurich Insurance Group entfernte Ende März 2022 vorübergehend ihr Logo – ein weißes „Z“ auf blauem Hintergrund – aus den sozialen Medien und erklärte, man wolle nicht als Unterstützer Russlands in dem Überfall auf die Ukraine missverstanden werden. Der Schweizer Finanzdienstleister hatte bereits seit Anfang des Monats keine neuen Kunden in Russland mehr angenommen und bestehende lokale Geschäfte nicht erneuert. Daneben entfernte Samsung zur gleichen Zeit in einigen europäischen Ländern das „Z“-Branding von faltbaren Handys des Unternehmens, dem Galaxy Z Flip3 und Galaxy Z Fold3. Im März 2022 eröffnete das Technologieunternehmen Ocado eine neue Unterabteilung mit dem Namen Zoom und einem „Z“-Logo. Kommentatoren in sozialen Medien sahen darin ein Zwastika, wonach das Unternehmen das Logo änderte. Auch die österreichische Baumarktkette Zgonc gab im April 2022 bekannt, in ihrer „Online-Werbung derzeit auf das ‚Z‘-Kurzzeichen zu verzichten“. Die japanische Fluggesellschaft ZIPAIR Tokyo ließ im Juni 2022 ihr Z-Logo auf den Seitenrudern ihrer Flugzeuge vorläufig überkleben.
Die Redaktion der Hamburger Wochenzeitschrift Die Zeit, die insbesondere in ihrem Online-Angebot ein „Z“ als Favicon bzw. Tab Icon verwendet, ist sich der entsprechenden Problematik bewusst und thematisierte sie in einem Newsletter: „Das Z, das für den Krieg steht, sieht anders aus als das der ZEIT. Unsere Schrift hat der Wiener Jugendstilkünstler Carl Otto Czeschka gestaltet. Die Buchstaben haben eine ‚Seele‘, so werden die weißen Innenlinien genannt, die die ZEIT typografisch von anderen großen Zeitungen und Zeitschriften unterscheidet. […] Putin zerstört […] unsere Normalität – inklusive des Z. […] Es gehört uns allen, nicht ihm und seinem Krieg.“
Einige deutsche Straßenverkehrsämter geben seit April 2022 keine KfZ-Kennzeichen mit dem Buchstaben „Z“ mehr aus, so in Düsseldorf, Herford und Wuppertal.
Der französische Regisseur Michel Hazanavicius erklärte sich auf Wunsch des Vorsitzenden des Ukrainischen Instituts, Volodymyr Sheiko, bereit, den Titel seiner Zombiekomödie Z (comme Z) in Coupez! umzubenennen.

### Rechtliche Stellung des Symbols
Der ukrainische Außenminister Dmytro Kuleba forderte die Staatengemeinschaft auf, die Verwendung des Buchstabens „Z“ als Symbol für den russischen Krieg gegen sein Land zu verbieten.
In Deutschland
Der Rechtswissenschaftler Ulrich Stein äußerte: „Wer in Deutschland das ‚Z‘-Symbol verwendet, macht sich in der Regel wegen Billigung eines Angriffskriegs strafbar und muss mit Strafverfolgung rechnen, wenn die Verwendung den ‚eindeutigen‘ Eindruck erweckt, es solle damit eine positive Bewertung der Ukraine-Invasion zum Ausdruck gebracht werden.“ Relevant sei § 140 Nr. 2 Strafgesetzbuch (StGB), wonach die öffentliche Billigung von Straftaten mit Freiheitsstrafe von bis zu drei Jahren geahndet werden kann.
Der Jurist und Hochschullehrer Uwe Murmann fügte hinzu, dass die Billigung in einer Weise geschehen müsse, die geeignet sei, den öffentlichen Frieden zu stören. Die Verwendung des „Z“ sei hierbei eine symbolisch verkürzte Meinungsäußerung, als mögliche Beispiele nannte er das Tragen eines T-Shirts mit einem „Z“ in einer Fußgängerzone oder das Hissen einer „Z“-Fahne in einer Kleingartenkolonie, jedoch müsse man jeden Fall einzeln betrachten. Anlässlich einiger Vorfälle wie zum Beispiel in
- Bremen (ein Mann und eine Frau brachten das „Z“-Symbol, „СССР“ für Sowjetunion und „Putin“ mit weißer Farbe auf Poller und Stromkästen auf)[123]
- Rinteln (eine russischstämmige Familie brachte das „Z“ und eine russische Fahne an ihrem Auto an)[124]
- Landkreis Hildesheim (Unbekannte schmierten das „Z“ auf Fahrzeuge von aus der Ukraine geflüchteten Menschen)[124]
- Halle (Saale) (ein bekannter Rechtsextremist verwendete das „Z“-Symbol bei einer angemeldeten Demonstration)[125]
- Würzburg (Fünf „Z“ wurden an die Gethsemanekirche gesprüht)[122]

wurde in zahlreichen Ländern Deutschlands eine Bestrafung wegen des Zeichens „Z“ diskutiert, Für Niedersachsen wies der damalige Innenminister Boris Pistorius durch Erlass die niedersächsischen Polizeidirektionen darauf hin, „dass die öffentliche Verwendung des Buchstaben ‚Z‘ auf Demonstrationen und dessen öffentliche Verbreitung Straftaten nach § 140 Nr. 2 Strafgesetzbuch darstellen können“. „Die bayerischen Staatsanwaltschaften gehen gegen Personen, die den völkerrechtswidrigen Angriffskrieg öffentlich billigen, konsequent vor“ und „wir akzeptieren nicht, wenn völkerrechtswidrige Verbrechen gebilligt werden“, sagte der bayrische Justizminister Georg Eisenreich in Bezug auf das Symbol. Auch die Berliner Innensenatorin Iris Spranger und der Brandenburger Innenminister Michael Stübgen äußerten sich in Richtung auf eine Strafbarkeit.
Uwe Murmann erinnerte daran, dass mit der bereits existierenden Gesetzesnorm die Staatsanwaltschaften unabhängig von ministeriellen Weisungen von Amts wegen zu ermitteln haben. Zudem liefere das Strafgesetzbuch – ein Bundesgesetz – die mögliche Rechtsgrundlage, wonach die Frage der Strafbarkeit des „Z“-Zeichens in der Öffentlichkeit keine Ländersache sei, so Miriam Montag von beck-aktuell. Das Bundesinnenministerium positionierte sich so: „Der russische Angriffskrieg gegen die Ukraine ist eine Straftat. Wer diesen Angriffskrieg öffentlich billigt, kann sich strafbar machen. Das gilt auch für das Zeigen des ‚Z‘-Symbols.“ Laut den Landeskriminalämtern wurden bis zum 19. April 2022 über 170 Ermittlungsverfahren wegen der Verwendung des „Z“-Symbols eingeleitet.
„Muss bestraft werden, wer hierzulande das ‚Z‘ zeigt?“ fragte der Journalist Heribert Prantl. Das deutsche Strafrecht sollte nicht in den russischen Fehler verfallen und Gesinnungen bestrafen – auch solche nicht, die wir scheußlich finden.“ Auch der Jurist und Journalist Hendrik Wieduwilt sah im „Strafrecht […] kein Mittel, um Anhänger eines unliebsamen Regimes zu sanktionieren“ und warf den politischen Akteuren „Symbolpolitik“ vor. Der Rechtswissenschaftler Michael Kubiciel hielt dagegen: „Wir als Gesellschaft tolerieren es nicht, dass Straftaten öffentlich gebilligt werden, weil wir uns unserer Normen vergewissern wollen und ein öffentliches Gutheißen schwerer Straftaten einen eigenen Angriff auf diese Normen darstellt.“
Nach Gudula Geuther vom Deutschlandfunk unterscheide sich die Nutzung des Symbols „Z“ von der Verwendung des nationalsozialistischen Hakenkreuzes. Denn „Z“ stehe nicht für eine verbotene Partei oder Organisation und gelte somit auch nicht als verfassungsfeindliches Symbol.
Gerichtliche Entscheidungen
- In Sachsen-Anhalt verbot dortige Oberverwaltungsgericht am 27. April 2022 Demonstranten, T-Shirts mit dem Aufdruck „mmmhhh Z-itronenlimonade“ zu tragen, auf denen der Buchstabe „Z“ überdimensioniert und deutlich hervorgehoben war.[134] Entgegen der Ansicht des Verwaltungsgerichts Halle (Saale)[135] sei auch das Merkmal  „geeignet, den öffentlichen Frieden zu stören“ erfüllt.[136]
- Im Oktober 2022 entschied das Amtsgericht Hamburg, dass die Beschriftung einer Heckscheibe eines Kfz mit einem großen „Z“ eine Billigung von Straftaten in Bezug auf den russischen Angriffskrieg in der Ukraine darstelle. Es verurteilte den Angeklagten zu einer Geldstrafe von 80 Tagessätzen à 50 Euro.[137]
- Im Januar 2023 traf das Hanseatische Oberlandesgericht Hamburg ebenfalls eine Entscheidung in Richtung auf eine Strafbarkeit des öffentlichen Zeigens des „Z“-Symbols als Billigung einer Straftat im Sinne des § 140 Nr. 2 StGB im Hinblick auf den russischen Angriffskrieg. Es beschloss die Aufrechterhaltung des Haftbefehls gegen den Angeschuldigten sowie wegen besonderer Bedeutung der Sache die Eröffnung des Hauptverfahrens beim Landgericht Hamburg. Hinsichtlich der Eignung den öffentlichen Frieden zu stören reiche auch eine Wirkung im Ausland aus.[138]
- Das Bayerische Oberste Landesgericht entschied sich mit Beschluss vom Januar 2024 gegen eine Strafbarkeit wegen Billigens einer Straftat in Bezug auf den russischen Angriffskrieg in der Ukraine. In dem Fall hatte die Angeklagte „Bravo Putin“ mit Argumenten für und gegen den Krieg auf Facebook gepostet sowie in einem zweiten Posting eine Fotocollage, in die (neben einer Abbildung Putins, einem Sankt-Georgs-Band und einer russischen Flagge) ein „Z“ in stilisierter und nicht besonders hervorgehobener Form eingefügt war.[139]

In anderen Ländern
Die Werchowna Rada, das Parlament der Ukraine, verbot Kennzeichen wie das „Z“, die das Militär der Russischen Föderation im Krieg gegen die Ukraine verwendet.
Das Innenministerium Tschechiens wertet das „Z“-Symbol rechtlich als Äquivalent zum Hakenkreuz. Ein Prager Gericht verurteilte im Mai 2023 einen Demonstranten, der den Buchstaben „Z“ und das Abzeichen der russischen Söldnergruppe Wagner trug, wegen der öffentlichen Gutheißung von Kriegsverbrechen zu einem halben Jahr Freiheitsstrafe auf Bewährung und zur Zahlung von 12.000 Kronen (500 Euro). In Kasachstan und Kirgisistan ist das Anbringen des „Z“-Symbols auf Fahrzeugen in der Öffentlichkeit verboten; auch in Bulgarien müssen Autofahrer mit Strafen rechnen. Die Symbole „Z“ und „V“ sowie das Sankt-Georgs-Band sind in der Republik Moldau seit dem 7. April 2022 verboten. Der russische Senator Alexej Puschkow drohte der Präsidentin der Republik, Maia Sandu, sie könne im „Mülleimer der Geschichte“ landen. „Sie sollte sich vorsichtiger gegenüber Russland und seinen Symbolen äußern, umso mehr da Chișinău nicht für russisches Gas zahlen kann“, äußerte sich Puschkow auf seinem Telegram-Kanal.
Das lettische Parlament Saeima beschloss ein Verbot des „Z“, des „V“ und anderer russischer Militärsymbole, die die militärische Aggression Russlands verherrlichen. Das litauische Parlament verbot am 19. April 2022 das öffentliche Zeigen des Buchstabens „Z“, des schwarz-orangen St.-Georgs-Bandes und anderer Symbole, die als Ausdruck der Unterstützung für die russische Invasion in der Ukraine gelten. Das Estnische Parlament verabschiedete am 21. April 2022 eine Änderung bestehenden Gesetzes, das nun die Zurschaustellung von Symbolen verbietet, die den russischen Einmarsch in der Ukraine unterstützen.

## Andere Verwendung
Im Zuge des Aufstands der Gruppe Wagner im Juni 2023 war schweres Gerät der paramilitärischen Organisation zu sehen, das u. a. mit dem Buchstaben „Z“ in roter Farbe gekennzeichnet war.

## Rezeption
Kamil Galeev vom Forschungszentrum Woodrow Wilson International Center for Scholars sagte, dass das „vor wenigen Tagen erfundene Zeichen zu einem Symbol der neuen russischen Ideologie und nationalen Identität geworden ist“. Nach Rob Walker vom Magazin Fast Company sei das „Z“ in ein De-facto-Symbol der Aggression umgewandelt worden. Laut dem Branding-Experten Paul Earle Jr. verleihe „ihm dabei sein handgezeichnetes Aussehen Authentizität, wodurch sich das Symbol ‚lebendiger‘ und sowohl echt als auch greifbar“ anfühle. Emily Ferris vom Royal United Services Institute (RUSI) sah in dem Buchstaben „Z“ „ein starkes und leicht erkennbares Symbol. „In der Propaganda sind es oft die einfachsten Dinge, die am schnellsten ankommen. Es sieht ziemlich einschüchternd und schroff aus. Aus ästhetischer Sicht ist es ein sehr starkes Symbol.“ Dass es sich bei dem verwendeten „Z“ um einen Buchstaben handelt, der im Kyrillischen Alphabet gar nicht vorkommt, bezeichnete die New York Times als sonderbar, stehe doch das Zeichen als „Symbol für den Nationalismus Russlands“.
Der Politologe und Anwalt Vladimir Pastukhov, der für die Staatsduma und das Verfassungsgericht in Russland tätig war, 2008 das Land aus politischen Gründen verließ und nun am University College London forscht und lehrt, sah in dem Buchstaben ‚Z‘ „das Symbol für diesen Krieg und die Ideologie, die ihn befeuert. […] In Moskau erinnerte man sich daran, wie wichtig Symbole bei einer Revolution sind. Als zu Beginn des Jahrtausends die Orangene Revolution in der Ukraine stattfand und auf andere Länder überschwappte, spielten Symbole eine wichtige Rolle.“ Jetzt brauche man in Moskau ein Symbol für den Krieg und die damit verbundene Konterrevolution. „Wir haben es in Russland mit der Wiedergeburt einer radikalen, ultra-rechten Ideologie zu tun. Für diese Ideologie steht das „Z“. Zur Ironie der Geschichte gehört dabei, dass dieses ‚Z‘ tatsächlich sehr an die Kennzeichnung von SS-Divisionen erinnert. Da gibt es eine erschreckende Ähnlichkeit.“ Auch andere Kritiker erkannten in dem „Z“ eine Ähnlichkeit mit der Symbolik der Nationalsozialisten. Der ukrainische politische Kommentator Witalij Portnykow bezeichnete das „Z“-Symbol als „stilisierte Halb-Swastika“, andere Kommentatoren nannten es „Zwastika“. Auch die russisch-US-amerikanische Autorin Masha Gessen ließ das „Z“ an das Hakenkreuz denken; sie sah eine „verräterische Ähnlichkeit“ zu dem Runenzeichen der Wolfsangel, dem Emblem einiger SS-Einheiten. Kerstin Holm von der Frankfurter Allgemeinen Zeitung meinte dazu, es sei „das Drohzeichen des neuen russischen Totalitarismus“. Die Historikerin Anne Applebaum dazu: „Das Z wird […] auf dieselbe Weise genutzt wie das Hakenkreuz in Nazideutschland: als Symbol, um die Menschen daran zu erinnern, keine Kritik zu üben, dass der Staat geeint ist und dass es keinen Sinn hat, sich von ihm abzusetzen.“
Nach Patrick Gensing von tagesschau.de entsteht der Eindruck, dass die russische Bevölkerung massenhaft ihre Unterstützung für die russische „Spezialoperation“ zeige. Der Propaganda-Analyst Ian Garner merkte in diesem Zusammenhang an, dass verschiedene Aufnahmen auffällig orchestriert wirkten. Gemäß diversen anderen Fachleuten stellten die Fotos und Videos eine gezielte Kampagne des Kreml dar, „um organisierte Unterstützung als eine Art Graswurzelbewegung zu tarnen“. Im Englischen stehe „dafür der Begriff Astroturfing als ein Stilmittel der Desinformation“. ARD-Reporter Vassili Golod berichtete aus Russland, dass er aus Gesprächen mit Menschen im Land nicht erkennen könne, dass „das Symbol von großen Teilen der Bevölkerung getragen“ werde. Es handle sich seiner Einschätzung nach „eindeutig um einen Versuch der staatlichen Propaganda, Zustimmung zu inszenieren.“ Dabei habe Russland zwei Probleme: „Einerseits ist weiterhin gar nicht von einem Krieg die Rede – sodass es unklar erscheint, warum eine angeblich begrenzte ‚Spezialoperation‘ so großer Unterstützung bedürfe. Zum anderen zensiert Putins Regime die Sozialen Medien massiv, sodass es nicht plausibel erscheint, dass eine breite Graswurzelbewegung entsteht.“ Aber das sei ein grundsätzliches Problem der Kreml-Strategie, betonte Golod. Putin agiere wie im Kriegsfall, den es seiner Behauptung nach aber gar nicht gebe. Inwieweit das „Z“ als Symbol tatsächlich in Russland populär sei, lasse sich wegen der Zensur kaum noch im Land überprüfen. Viele Indizien sprächen jedoch dafür, dass es sich um eine staatliche Propaganda-Kampagne handele. Donnacha Ó Beacháin, Professor an der Dublin City University und auf postsowjetische Politik spezialisiert, meinte, „dass die Menschen in Russland unter Druck stehen, ihre Unterstützung zu demonstrieren, indem sie das Symbol verwenden“.
Ryhor Nizhnikau, Senior Research Fellow am Finnischen Institut für Internationale Angelegenheiten in Helsinki, stellte fest, dass das „Z“-Symbol „in das starke russische nationalistische Narrativ passt, das der Kreml gerne verbreitet. Russische Nationalisten haben den russischen Staat lange Zeit für seine Untätigkeit kritisiert und immer gesagt, ihr zeigt Schwäche gegenüber dem Westen, ihr seid nicht aktiv oder proaktiv genug und ihr verteidigt die Russen nicht genug. Nationalistische Gruppen fanden einen erhebenden Moment, als der russische Staat damit anfing, in die Ukraine einzumarschieren und die neue imperiale Politik umzusetzen. […] Wir sollten uns nicht wundern, wenn es eine Art ‚Kreml-PR-Berater‘ gibt, die sich das im Voraus ausgedacht haben. Sie brauchen ein Symbol des Sieges für diese Aktion in der Ukraine. Diese ‚Marketing-Leute‘ haben wahrscheinlich gesagt, je einfacher das Symbol ist, desto leichter lässt es sich verbreiten.“
Der nationalistische russische Fernsehjournalist Konstantin Krochmal erklärte, das „Z“ symbolisiere den Kampf gegen eine Zombie-Welt, die durch – westliche – Falschinformationen verrückt geworden sei. Der russische Filmkritiker Anton Dolin, dessen Tür mit dem Symbol „beschriftet“ worden war, verglich das „Z“ mit dem Zombie-Action-Horrorfilm World War Z (2013) und bezeichnete die russische Armee und die Kriegsbefürworter als „zombifiziert“.
Frank Nienhuysen von der Süddeutschen Zeitung sah das „propagandistische Symbol ‚Z‘“ als „einen Hype“. Die ehemalige russische Politikerin und stellvertretende Leiterin der Föderalagentur Rossotrudnitschestwo, Natalja Poklonskaja, sagte über das Symbol „Z“, es symbolisiere Tragödie und Trauer für Russland und die Ukraine. Es sei gefährlich, blind einem Symbol zu folgen.
Der in Oxford forschende Soziologe Wolodymyr Artiukh wies darauf hin, dass es am Ende völlig irrelevant sei, „welche Bedeutung die Buchstaben haben, denn sie repräsentieren keine kohärente Weltanschauung, sondern demonstrieren lediglich blanke Macht und fordern zu Gehorsam auf. Man könnte auch sagen: „Z“ und „V“ haben keine tiefere Bedeutung, sondern sind bloße Befehle. Vor diesem Hintergrund erklärt sich dann ebenso, warum russische Sicherheitskräfte so rigoros gegen jene Menschen vorgehen, die leere oder mit Sternchen beschriebene Plakate hochhalten. In einem System, das die Unterwerfung unter leere Signifikanten fordert, kommt das gespiegelte Vorführen dieser Leere einem Aufstand der Zeichen gleich.“
Molly Roberts von der Washington Post fasste zusammen: „Was genau dieses Symbol genau bedeuten soll, kann niemand sagen – und deshalb ist es perfekt für ein Regime, das versucht, seinen Bürgern eine Ideologie zu verkaufen, die in sich selbst unausgereift ist. […] Es soll wie das organische Produkt einer stolzen Bevölkerung aussehen, die für ihre Nation einsteht, aber am Ende bedeutet ‚Z‘ nur das, was Beobachter von Anfang an sagten: ‚Diese Panzer gehören uns.‘ Mehr gibt es nicht zu sagen. ‚Z‘ ist lediglich ein leeres Symbol für einen leeren Krieg.“